# Juan Prim

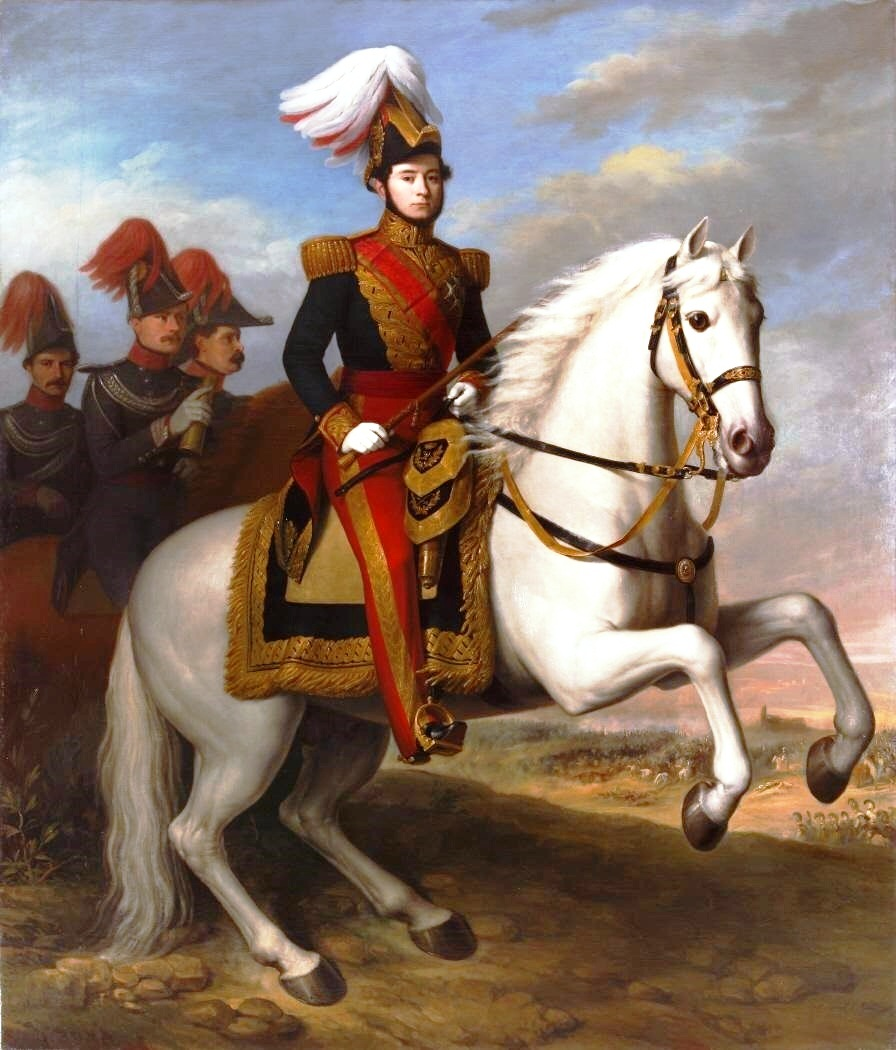
Juan Prim.

Juan Prim y Prats, greve av Reus, markis de los Castillejos, född den 6 december 1814 i Reus i Katalonien, död den 30 december 1870 i Madrid, var en spansk härförare och statsman.
Prim inträdde 1834 i en frikår på cristinos sida och steg under carlistkriget till överste. Därefter kastade han sig in i politiken, blev den främste av exaltados, höjde 1843 i Reus upprorsfanan mot Espartero och lyckades i juli samma år i förbund med Narváez störta honom från makten.
Prim utnämndes därefter till generalmajor, greve av Reus och guvernör i Madrid. Invecklad i en sammansvärjning mot Narváez, dömdes Prim 1844 till döden, men fick nåd, utnämndes till guvernör på Puerto Rico, varifrån han återvände 1850, och avgick 1853 som sändebud till Turkiet, där han var med i Donaufälttåget 1854.
Genom gifte med en mexikanska (1856) vann han stora rikedomar. År 1856 hemkom han, befordrades av O'Donnell till generallöjtnant och invaldes 1858 i senaten. Nya lagrar vann Prim i kriget med Marocko 1859–1860, varunder han upphöjdes till markis de los Castillejos och grand av 1:a klassen, och på den mexikanska expeditionen december 1861–april 1862.
I sistnämnda företag anförde Prim den spanska kontingenten, men undandrog sig att tjäna Napoleon III:s erövringspolitik och inskeppade snart åter på eget bevåg sina trupper. Efter hemkomsten arbetade han, som huvudman för progressisterna, på att störta kungahuset. Flera försök (1864, 1866 och 1867) misslyckades, och Prim måste gå i landsflykt.
I september 1868 återkom han, höjde jämte general Serrano och amiral Topete upprorsfanan i Cádiz och intågade i oktober i Madrid. Drottning Isabella flydde, Serrano övertog styrelsen, Prim blev krigsminister och i juli 1869 under Serranos regentskap ministerpresident. Han önskade kungadömets återställande.
Efter fruktlösa underhandlingar med åtskilliga furstar, bland annat med prins Leopold av Hohenzollern, vars kandidatur gav uppslaget till fransk-tyska kriget 1870–1871, fäste han sina blickar på hertig Amadeus av Aosta och genomdrev i november 1870 dennes val. Därmed ådrog han sig republikanernas hämnd, och den 27 december samma år sårades han dödligt på öppen gata i Madrid av lönnmördares kulor; han avled efter tre dagar.